# Fabényi Julia
Klugené Fabényi Julia (Budapest, 1953. szeptember 27.) Németh Lajos-díjas (2010) magyar művészettörténész, a Baranya Megyei Múzeumok volt igazgatója. Jelenleg a Ludwig Múzeum – Kortárs Művészeti Múzeumot vezeti. 2016-ban a Forbes őt választotta a 3. legbefolyásosabb magyar nőnek a kultúra területén.

## Életpályája
Szülei: Fabényi Ede és Tokay Ilona. Középiskolai tanulmányait az Eötvös Gimnázium német szakán végezte. 1972–76 között a lipcsei Egyetemen tanult régészet-művészettörténet szakon. 1976–77-ben a Magyar Nemzeti Galéria grafikai osztályán dolgozott, majd 1982-ig a Lipcsei Egyetem művészettörténet tanszékén tanársegéd. 1983-ban doktorált. 1985–90 között a hallei Burg Giebichenstein Iparművészeti Főiskola tanársegéde, 1995-ig a Műcsarnok munkatársa, 1994–95-ben kiállítási osztályvezető. 1996–2000 között a Szombathelyi Képtár igazgatója. 2000-től 2005-ig a Műcsarnok főigazgatója, 2007-től 2013-ig a Baranya Megyei Múzeumok Igazgatóságának igazgatója. 2009 óta a Pécsi Tudományegyetem Művészeti Kara Doktori Iskolájának elméleti társ-témavezetője, 2013-tól a Ludwig Múzeum – Kortárs Művészeti Múzeum igazgatója.
Kutatási területe a hazai és külföldi kortárs képzőművészet. Kiállításokat rendezett bel- és külföldön. Több publikáció, tanulmány szerzője.

## Művei
- Periodisationprobleme in der Gegenwartskunst (1983)
- Metafora (tanulmány, 1990)
- Mintakalandok síkból a térbe. II. Nemzetközi Minta Triennále. Ernst Múzeum, 1991. december 13. – 1992. január 12.; szerk., kiállításrend. F. J. és Herczeg Ibolya; Ernst M., Bp., 1991
- Positionen. Ungarische Kunst der neunziger Jahre. Imre Bak. Künstlerwerkstatt. München 19. April – 16. Mai 1991; szerk. J. K.-F.; Kulturreferat der Landeshauptstadt München, 1991
- Tanulmány Simonyi Emőről és Thomas Langéről (tanulmány, 1992)
- J. K.-Fabényi – Hella Markus: Budapest; Prestel, München, 1992 (Prestel Führer)
- Három művész Stuttgartból (katalógus, 1992)
- Károlyi Zsigmond és Kurt Benning kiállításához (katalógustanulmány, 1993)
- Peter Nesweda – J. F.: Spiel ohne Grenzen / Játék határok nélkül / Game without frontiers; Gugler, Melk, 1993
- A bűn méze. Szombathelyi Képtár 1998. június 16. – augusztus 3.; szerk. F. J.; A Szombathelyi Képtár katalógusai, 1998
- Városnézés. Szombathelyi Képtár, 1998. június 16. – augusztus 10.; szerk. F. J.; A Szombathelyi Képtár katalógusai, 1998
- A magyar neoavantgarde első generációja (1998)
- Bloomsday (1998)
- Rendhagyó emlékezet (1999)
- Interazione sociale. Tamás Komoróczky, Antal Lakner. La Biennale di Venezia 2001, 49. Esposizione internazionale d'arte, Padiglione d'Ungheria; szerk. F. J.; Műcsarnok, 2001
- A kert. Szombathelyi Képtár, 2001. március 22. – április 22.; szerk. Angel Judit, F. J., Reczetár Ágnes; A Szombathelyi Képtár katalógusai, 2001
- A rekonstruált fikció – az utolsó futurista kiállítás. Műcsarnok, Budapest, 2001. július 12. – augusztus 27.; szerk. Nemes Attila, F. J., Petrányi Zsolt; Műcsarnok, 2001
- Komoróczky Tamás: Oscillatory, compensation, dream...; szerk. F. J.; Műcsarnok, 2002
- Puha bomba. Szarka Péter kiállítása, 2003. augusztus 14. – szeptember 21.; szerk. F. J.; Műcsarnok, 2003
- Micro/macro. British art 1996–2002. A British Council és a Műcsarnok közös kiállítása, 2003. március 21. – június 1., Budapest; szerk. Caroline Douglas, F. J.; Műcsarnok, 2003
- Elhallgatott Holocaust. Műcsarnok, Budapest, 2004. március 18. – május 31.; szerk. F. J.; Műcsarnok, 2005
- A széptől a szépig és vissza (2004)
- Képeslapgyűjtés története (2008)
- Hantai. Ludwig Múzeum – Kortárs Művészeti Múzeum, Budapest. 2014. május 9. – augusztus 31.; kiállításrend. F. J., szerk. F. J., Kürti Emese, Popovics Viktória; Ludwig – Kortárs Művészeti M., 2014
- A bálna, amely tengeralattjáró volt. Kortárs pozíciók Albániából és Koszovóból. Ludwig Múzeum – Kortárs Művészeti Múzeum, 2016. 07. 15. – 09. 11.; szerk. F. J., Kálmán Borbála; Ludwig M., 2016
- Ideals and artworks. A selection of works from the collection of Ludwig Museum, Budapest. National Gallery of Arts, Tirana, 2016. 24 June – 14 August, 2016; szöv. Artan Shabani, F. J., Szipőcs Krisztina; Ludwig M., 2016